# توائم والتون الستة
ولدت توائم والتون الستة في ليفربول بإنجلترا في 18 نوفمبر عام 1983م وكانت أول توائم من الإناث على مستوى العالم، ورابع مجموعة من مجموعات التوائم السداسية الباقية على قيد الحياة في العالم. الأطفال هم هانا ولوسي وروث وسارة وكيت وجينيفر. والدي الأطفال هما جراهام وجانيت والتون (من مواليد 1952) الذين كانوا يحاولون إنجاب الأطفال لعدة سنوات وتم قبولهم كأبوين محتملين بالتبني قبل أن تحقق محاولتهم الثالثة عشرة في علاج الخصوبة نتائج مذهلة.نشأ الأطفال في منزل عائلة ذي سبع غرف نوم في مدينة والاسي وميرسيسايد بالمملكة المتحدة في 13 يونيو 2011، وظهرت السداسيات في برنامج IVTLعلى التلفاز .
أنجبت سارة طفلها الأول - جورجى Jorgie - في 7 أكتوبر 2014.  وفي فبراير 2015 نشرت كتاب جانيت والتون كتاب 'ستة معجزات صغيرة: القصة الحقيقية الحماسية لتربية أول ست توائم فتيات في العالم' ، بواسطة مطبعة إيبوري.

## الأطفال
تم تسليم جميع الأطفال الستة من قبل قسم القيصرية في مستشفى أكسفورد ستريت للأمومة، في ليفربول في 31 أسبوع ونصف الأسبوع من الحمل.  من أجل الولادة، ووزنهم عند الولادة هي ستة: 
| الترتيب | الاسم        | وزن المولود              |
| 1       | هانا جين     | 2 رطل 1 أوقية (0.94 كجم) |
| 2       | لوسي آن      | 2 رطل 15 أوقية (1.3 كجم) |
| 3       | روث ميشيل    | 2 رطل 11 أوقية (1.2 كجم) |
| ------- | ------------ | ------------------------ |
| 4       | سارة لويز    | 2 رطل 5 أوقية (1.0 كجم)  |
| 5       | كيت إليزابيث | 2 رطل 13 أوقية (1.3 كجم) |
| 6       | جينيفر روز   | 3 رطل 8 أوقية (1.6 كجم)  |

1. ↑  "Whittle, Stephen Charles, (born 26 July 1945), Chairman, Broadcast Training and Skills Regulator, 2007–11; Controller of Editorial Policy, BBC, 2001–05". Who's Who. Oxford University Press. 1 ديسمبر 2007. مؤرشف من الأصل في 2020-03-18.
2. ↑  "The Facts About Falls". Caring for the Ages. ج. 10 ع. 11: 20. 2009-11. DOI:10.1016/s1526-4114(09)60310-3. ISSN:1526-4114. مؤرشف من الأصل في 2019-12-15. {{استشهاد بدورية محكمة}}: تحقق من التاريخ في: |تاريخ= (مساعدة)
3. ↑  "Webster, (Gilbert) Tom, (17 July 1886–20 June 1962), late cartoonist on News Chronicle and on London Daily Mail". Who Was Who. Oxford University Press. 1 ديسمبر 2007. مؤرشف من الأصل في 2020-03-18.
4. ↑  Chantler، Ashley (1999-01). "The Waltons: Frankenstein's Literary Family?". The Byron Journal. ج. 27: 102–104. DOI:10.3828/bj.1999.11. ISSN:0301-7257. مؤرشف من الأصل في 2019-12-15. {{استشهاد بدورية محكمة}}: تحقق من التاريخ في: |تاريخ= (مساعدة)
5. 1 2  Elvestad، Eiri. Misunderstanding News Audiences. Names: Elvestad, Eiri, author. | Phillips, Angela, author.Title: Misunderstanding news audiences : seven myths of the social media era / Eiri Elvestad and Angela Phillips.Description: New York : Routledge : Abingdon, Oxon, 2018.: Routledge. ص. 34–55. ISBN:9781315444369. مؤرشف من الأصل في 2019-12-15.{{استشهاد بكتاب}}:  صيانة الاستشهاد: مكان (link)
6. ↑  The China Horizon. WORLD CENTURY PUBLISHING CORPORATION. 2 مايو 2016. ص. 1–30. ISBN:9781938134722. مؤرشف من الأصل في 2019-12-15.